# Canal du lac Biwa

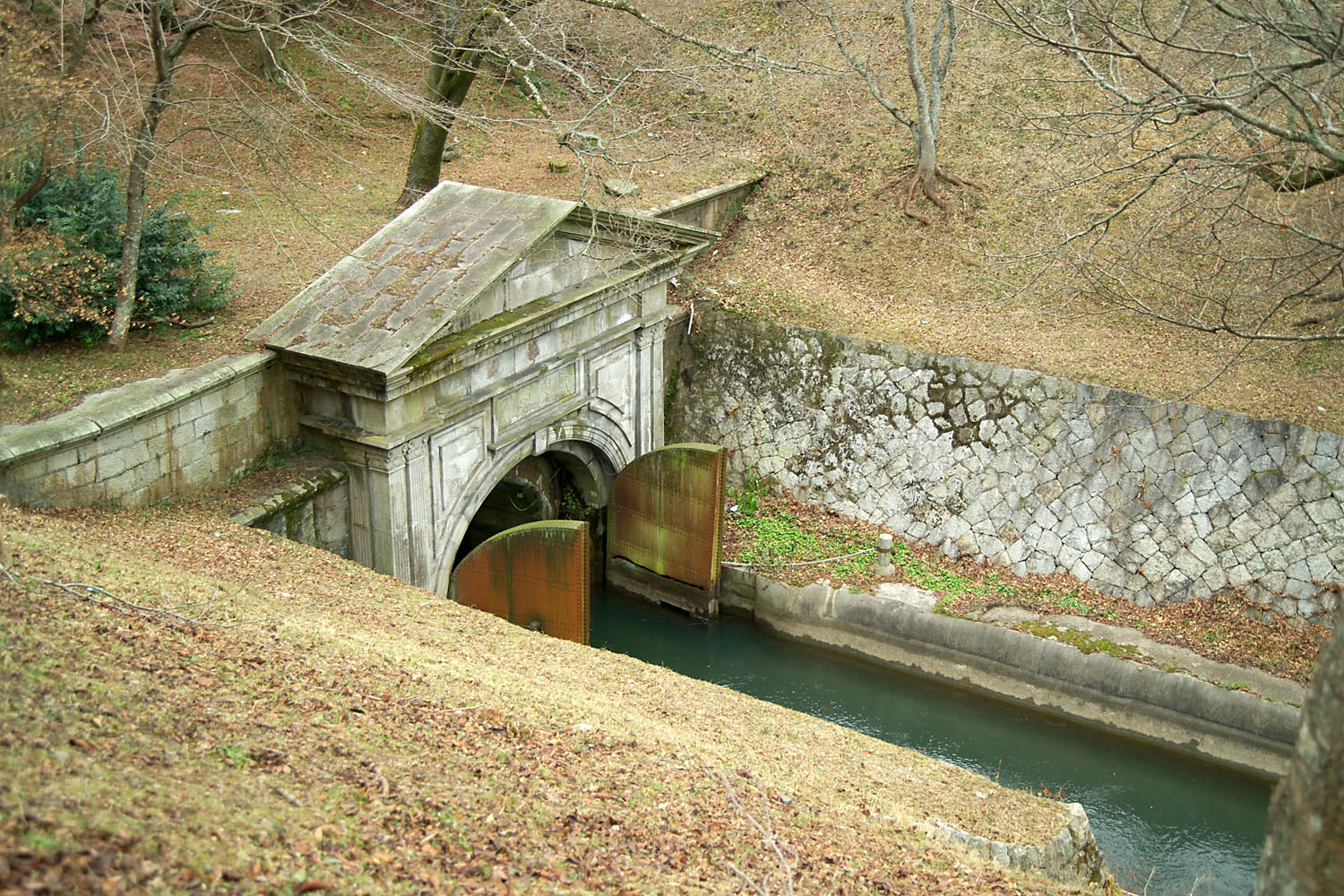
Porte d'un tunnel du canal à Ōtsu.

Le canal du lac Biwa (琵琶湖疏水 ou 琵琶湖疎水, Biwako sosui) est une artère fluviale au Japon construite pendant l'ère Meiji pour transporter l'eau, le fret et les passagers du lac Biwa à la proche ville de Kyoto. Le canal fournit la première énergie hydroélectrique du Japon à partir de 1895 pour alimenter en électricité les tramways de Kyoto.
En 1996, le canal est désigné « site historique national ». En 2008, la voie d'eau n'est plus tant utilisée pour produire de l'électricité, mais plutôt pour l'approvisionnement en eau, la lutte contre l'incendie et à des fins d'irrigation.

## Installations

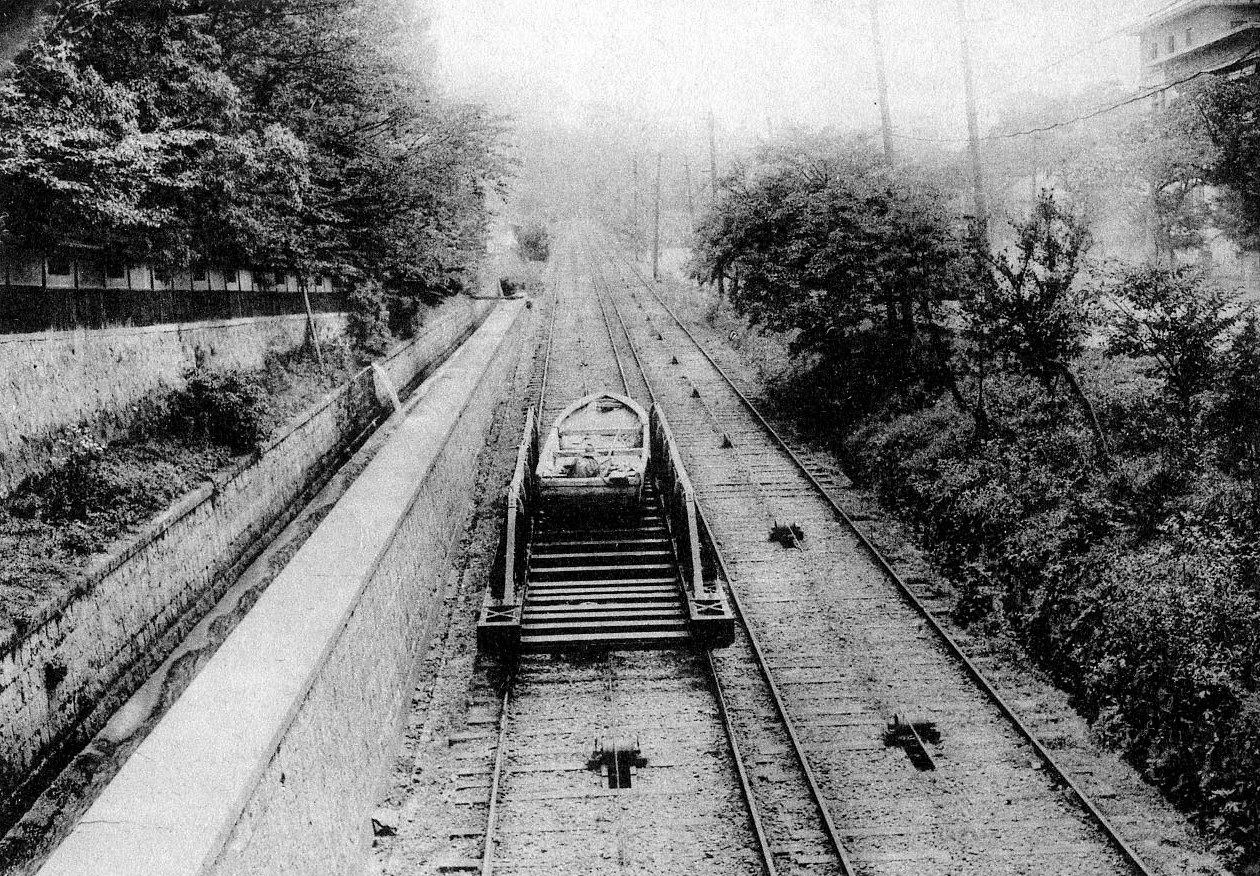
Plan incliné de Biwako vers 1940.

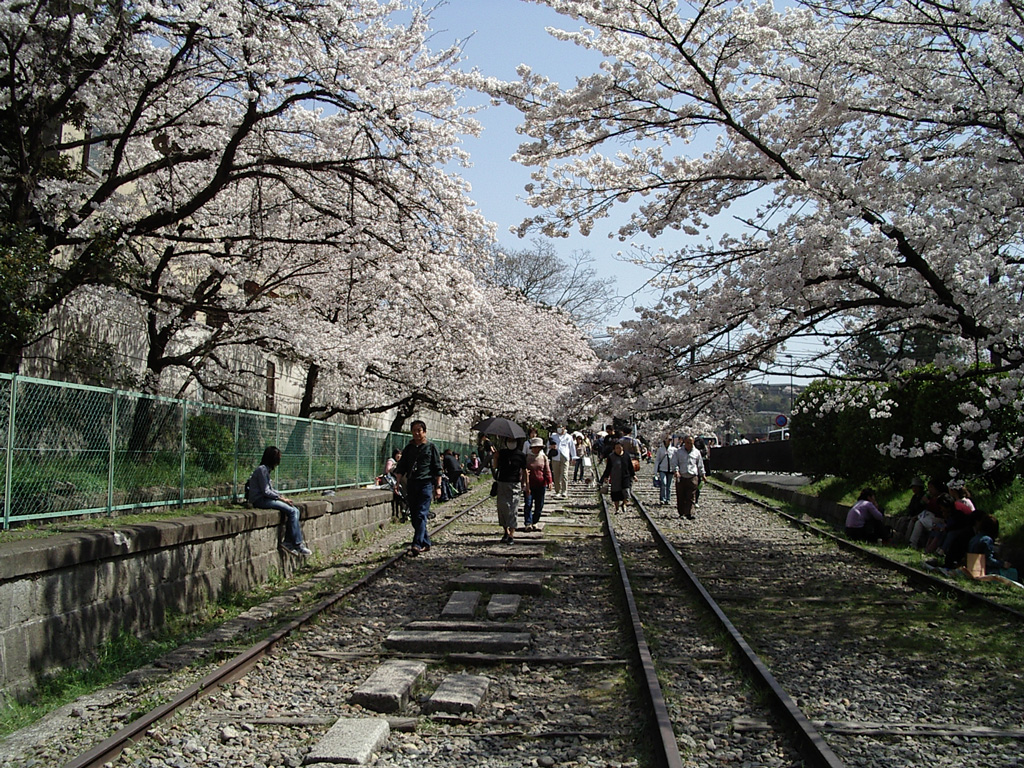
Le plan incliné de Biwako aujourd'hui.

La voie d'eau s'étend depuis le voisinage du Mii-dera à Ōtsu, préfecture de Shiga jusqu'à son terminus près du Nanzen-ji à Kyoto par des tunnels sous les montagnes. Entre les deux villes, le canal a deux itinéraires, le canal no 1 (第一疏水, Dai-ichi sosui) et le canal no 2 (第二疏水, Dai-ni sosui).
En raison des 36 m de différence de hauteur entre l'amont barrage et son terminus, un plan incliné est construit, ce qui permet aux bateaux de se déplacer sur la terre ferme grâce à l'utilisation d'un wagon plat sur lequel ils sont placés. Le fonctionnement du plan incliné cesse en 1948, mais une partie de sa structure est conservée et sert maintenant d'attraction touristique, renommée pour ses cerisiers ornementaux.

## Histoire
À la suite de la restauration de Meiji et du transfert ultérieur de la capitale à Tokyo, la ville de Kyoto connaît une diminution de sa population et de son activité industrielle. Afin de pallier ce problème, Kitagaki Kunimichi  (北垣国道), troisième gouverneur de la préfecture de Kyoto, ordonne et supervise la construction du canal du lac Biwa, conçu pour faciliter le transport des passagers et de l'eau, son utilisation dans l'industrie et la production d'électricité.
Minami Ichirobe, qui a travaillé avec van Doorn sur le canal Asaka, est chargé de mener une enquête préliminaire, . Les travaux de construction pour le premier canal (qui montait au point de confluence entre Ōtsu et la Kamo-gawa) commencent en 1885 et se terminent cinq ans plus tard en 1890. Le coût de l'ensemble de l'entreprise est estimé à 1 250 000 dollars en argent, payés par le gouvernement central (un quart), l'empereur Meiji (un tiers) et les impôts locaux.
Afin d'inspecter les travaux de construction, Tanabe Sakurō (田邉朔郎), l'ingénieur en chef du projet est rappelé des États-Unis, où il a séjourné pendant toute l'année 1888. C'est au cours de cette visite, et après consultation avec les ingénieurs nord-américains, que l'idée de la construction d'une centrale électrique, conçue d'après la centrale hydroélectrique d'Aspen, est mise en pratique après son retour au Japon en 1889. Précédemment, les plans envisageaient l'utilisation de roues à aubes.
La station est opérationnelle en 1891. Afin d'utiliser l'énergie produite, la construction de ce qui va devenir la première ligne de tramway du Japon, la Kyoto Electric Railway (京都電気鉄道, Kyoto Denki Tetsudō), commence en 1895.
En 1894, la voie navigable de la rivière Kamo — commencée en 1892 — est achevée, qui réunit la Kamo-gawa et l'arrondissement de Fushimi-ku. En raison d'une demande croissante d'eau du robinet et d'électricité, des plans sont réalisés pour la construction de la deuxième voie (canal no 2), commencée en 1908 et terminée en 1912. Une usine de traitement de l'eau est également bâtie à Kyoto.
À la suite du développement du chemin de fer et de la route, le rôle du canal comme moyen de transport se termine dans les années 1940.

## Musée
En août 1989 est fondé le musée du canal du lac Biwa (琵琶湖疏水記念館, Biwako sosui kinenkan) pour célébrer le centenaire de son ouverture. Le musée a rouvert après rénovation en 2009.